# زرين رود
زرين رود (بالفارسية: زرین‌رود) هي مدينة تقع في إيران في Bizineh Rud District. يقدر عدد سكانها بـ 4,956 نسمة .